# احمد قدیروف
احمد عبدالحمیدوویچ قدیروف (به روسی: Ахмат Абдулхамидович Кадыров)، (زاده ۲۳ اوت ۱۹۵۱ – درگذشته ۹ مه ۲۰۰۴) مفتی اعظم جمهوری چچن اچکریا در دهه ۱۹۹۰ در هنگام و پس از جنگ اول چچن بود.
پس از آغاز جنگ دوم چچن او با پیوستن به طرف روسی به دولت روسیه خدمت کرد و پس از چندی در ۵ اکتبر ۲۰۰۳ رئیس جمهور جمهوری چچن شد در حالی که از ژوئیه ۲۰۰۰ در مقام رئیس حکومت محلی منصوب بود.
در ماه مه ۲۰۰۴ او در یک حادثه انفجار بمب، هنگام برگزاری مراسم رژه پیروزی مربوط به جنگ جهانی دوم، در شهر گروزنی کشته شد. پسرش رمضان قدیروف که گروه شبه نظامی پدرش موسوم به قدیروفتسی را رهبری می‌کرد جای او گرفت و در مارس ۲۰۰۷ رئیس جمهوری چچن شد.